# Eriocharis lanaris
Eriocharis lanaris là một loài bọ cánh cứng trong họ Cerambycidae.